# Wspólnota administracyjna Lützen-Wiesengrund
Wspólnota administracyjna Lützen-Wiesengrund (niem. Verwaltungsgemeinschaft Lützen-Wiesengrund) - była wspólnota administracyjna w Niemczech, w kraju związkowym Saksonia-Anhalt, w powiecie Burgenland. Siedziba wspólnoty znajdowała się w mieście Lützen. Została rozwiązana 1 stycznia 2011.
Wspólnota administracyjna zrzeszała jedną gminę miejską oraz trzy gminy wiejskie: 
- Dehlitz (Saale)
- Lützen - miasto
- Sössen
- Zorbau

Trzy gminy wiejskie zostały przyłączone do miasta Lützen.